# Слива маньчжурська
Слива маньчжурська, абрикоса маньчжурська (Prunus mandshurica) — вид квіткових рослин із підродини мигдалевих (Amygdaloideae).

## Біоморфологічна характеристика
Це листопадне дерево, яке може виростати у висоту від 5 до 15 метрів. Внутрішня кора червона, а зовнішня чорна. Листки овальної форми, з подовженою верхівкою (загостреною або хвостатою), запушеними, зазубреними краями. Чашолистки і пелюстки овальні. Квітки з'являються навесні, білі або ніжно-рожеві. Плоди з'являються наприкінці літа і жовті з деякою червоністю. Восени листя стає золотисто-помаранчевим.

## Поширення, екологія
Ареал: Корея, Маньчжурія, Примор'я. Населяє відкриті добре освітлені кам'янисті або кам'янисті схили, змішані ліси, чагарники, гірські райони і відкриті сонячні схили; на висотах від 200 до 1000 метрів.

## Використання
Рослина збирається з дикої природи для місцевого використання як їжа, ліки та джерело матеріалів. Іноді культивується через їстівні плоди, може використовуватися як підщепа, також вирощується як декоративна рослина, може використовуватися для формування полезахисних смуг. Плоди їдять сирими чи приготовленими. Дикі форми зазвичай трохи м'ясисті чи сухі, кислі чи дещо гіркі, хоча є великоплідні форми з приємною на смак ароматним м'якушем. Насіння багате олією. Насіння є можливою заміною мигдалю. Насіння є протиастматичним, антисептичним, протикашльовим і пом'якшувальним засобом. Використовується для лікування кашлю, астми, гострого або хронічного бронхіту та запору. Насіння містить амігдалін і пруназин, речовини, які розкладаються у воді з утворенням синильної кислоти (ціаніду або синильної кислоти). У невеликих кількостях ця надзвичайно отруйна сполука стимулює дихання, покращує травлення та дає відчуття гарного самопочуття. Цей вид також має потенціал для використання в медичних цілях як джерело флоретину, антибіотика, який використовується в косметиці, милі та колд-кремах. Рослину використовують у цілях вітрозахисту. З листя можна отримати зелений барвник. З плодів можна отримати барвник від темно-сірого до зеленого. Олія, отримана з насіння, придатна для використання в легкій промисловості. Рослина є вторинним генетичним родичем культивованого абрикоса (Prunus armeniaca) і використовується як генетичний ресурс для холодостійкості та стійкості до хвороб. Деревина дуже тверда і довговічна. Приваблива деревина високої якості.

## Галерея

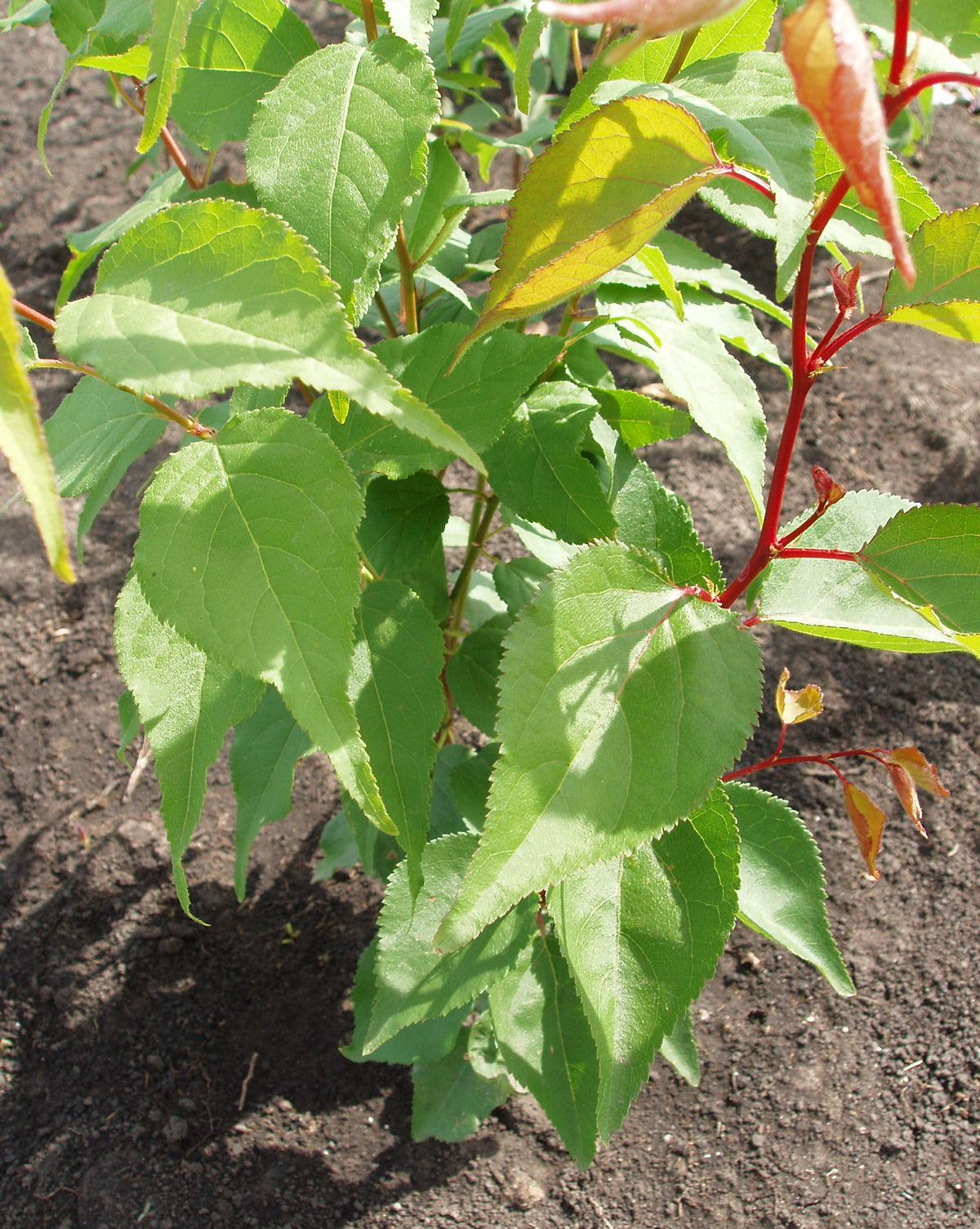
Молоде деревце
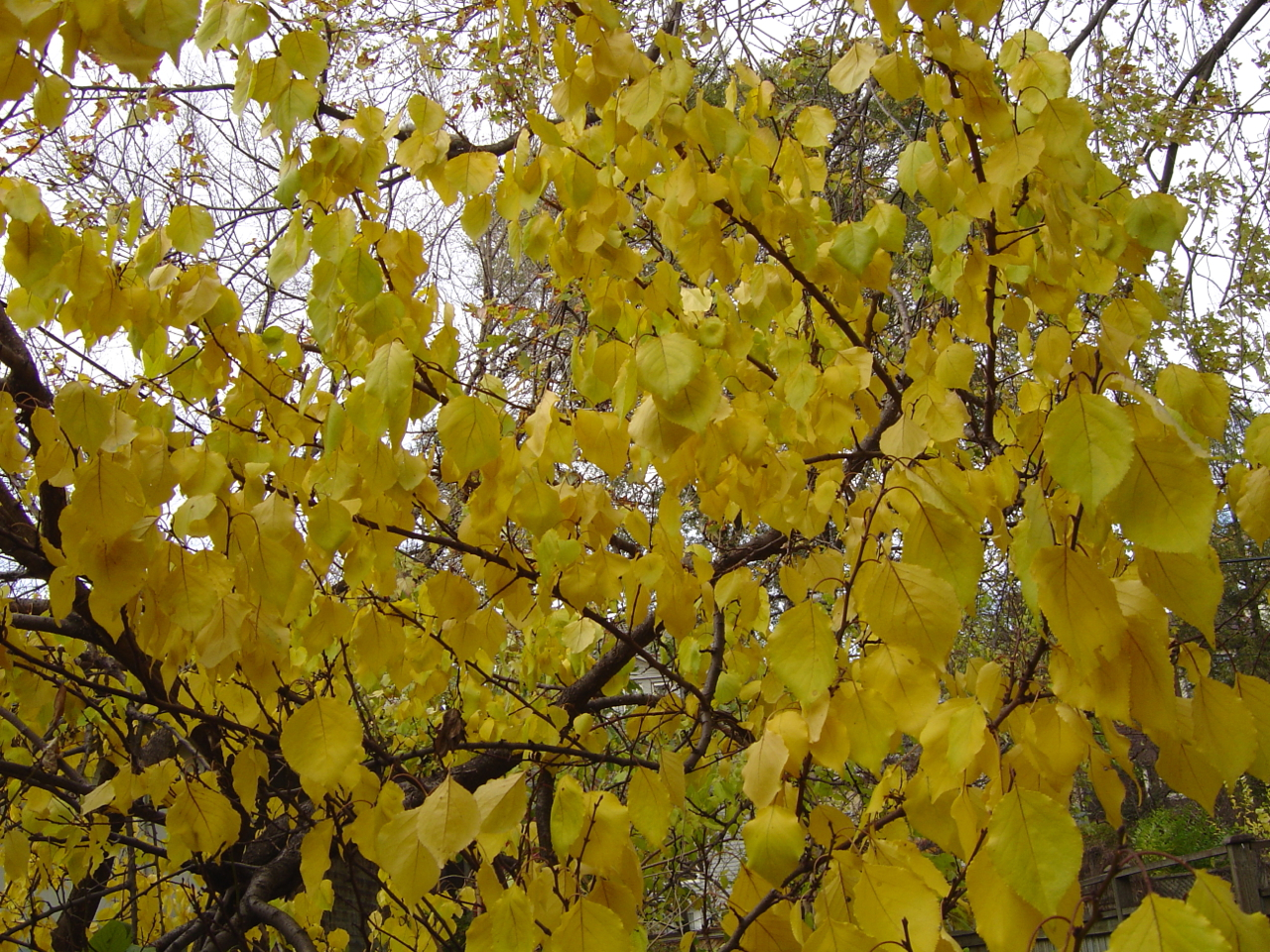
Дерево восени